# 维斯瓦河集团军群
維斯瓦河集团军群（德語：Heeresgruppe Weichsel）是德國國防軍的一個集團軍群，成立於1945年1月24日，存續了105天，由A集團軍群下轄的第9軍團（在蘇聯維斯瓦河-奧德河攻勢中被粉碎）的部分、中央集團軍群下轄的第2軍團（同樣在東普魯士攻勢中大部分被摧毀），以及各種新的或臨時隊伍編成。它的成立是為了保護柏林免受從維斯瓦河推進的蘇聯軍隊的攻擊。

## 指揮官
| 任次 |                        | 指揮官                                                 | 就职          | 离职          | 任职时间 |
| ---- | ---------------------- | ------------------------------------------------------ | ------------- | ------------- | -------- |
| 1    | 海因里希·希姆萊        | 親衛隊全國領袖 海因里希·希姆萊 （1900–1945）           | 1945年1月28日 | 1945年3月20日 | 51天     |
| 2    | 哥特哈德·海因里希      | 大將 哥特哈德·海因里希 （1886–1971）                   | 1945年3月20日 | 1945年4月28日 | 39天     |
| -    | 庫爾特·馮·蒂佩爾斯基希 | 步兵上將 庫爾特·馮·蒂佩爾斯基希 （1891–1957） ［署任］ | 1945年4月28日 | 1945年4月29日 | 1天      |
| 3    | 庫爾特·斯圖登特        | 大將 庫爾特·斯圖登特 （1890–1978）                     | 1945年4月29日 | 1945年5月8日  | 9天      |

## 戰鬥序列
柏林战役前夕
- 第3装甲集团军
  - 親衛隊第3装甲军（后转入第21集团军）
  - 第101軍（后调至第21集团军，见下文）
  - 第27军（后调至第21集团军，见下文）
  - 第32軍
  - 第46装甲军
  - 斯维讷明德衛戍部隊
- 第21集团军
  - 親衛隊第3装甲军
  - 第101軍
  - 第27军
- 第9集团军
  - 第101軍
  - 第56装甲军
  - 亲卫队第11装甲军
  - 親衛隊第5軍